# Masako Hozumi
Masako Hozumi, född den 11 september 1986 i Fukushima, Japan, är en japansk skridskoåkare.
Hon tog OS-silver i damernas lagtempo i samband med de olympiska skridskotävlingarna 2010 i Vancouver.